# Roy London
Roy London (Manhattan, 3 de marzo de 1943-Los Ángeles, 8 de agosto de 1993) fue un actor, director de cine y profesor de actuación estadounidense.

## Biografía
Inició su carrera como actor a mediados de la década de 1970, con apariciones en producciones como Rosetti and Ryan, Hardcore y The Edge of Night. En los años 1980 participó en series como Falcon Crest, Fatal Vision, Newhart y House Calls. Dos años antes de su fallecimiento, dirigió el filme Diary of a Hitman.
En los últimos quince años de su vida se convirtió en un reconocido profesor de actuación en Hollywood. Entre sus alumnos destacan nombres como Geena Davis, Jennifer Connelly, Brad Pitt, Michelle Pfeiffer, Patrick Swayze, Sherilyn Fenn y Jeff Goldblum.
Falleció el 8 de agosto de 1993 a los cincuenta años por complicaciones con el VIH.

## Filmografía

### Como director
- 1991 - Diary of a Hitman

### Como actor
- 1987 - Rampage
- 1986 - Jake Speed
- 1986 - 3:15
- 1984 - Falcon Crest
- 1984 - Fatal Vision
- 1982 - Hill Street Blues
- 1982 - Newhart
- 1982 - House Calls
- 1979 - Hardcore
- 1977 - Rosetti and Ryan
- 1970 - The Edge of Night